# Хон Ён Чо
Хон Ён Чо, правильная транскрипция — Хон Ёнджо (кор. 홍영조; 22 мая 1982, Пхеньян) — северокорейский футболист, нападающий клуба «25 апреля». Выступал в качестве капитана национальной сборной КНДР.

## Биография

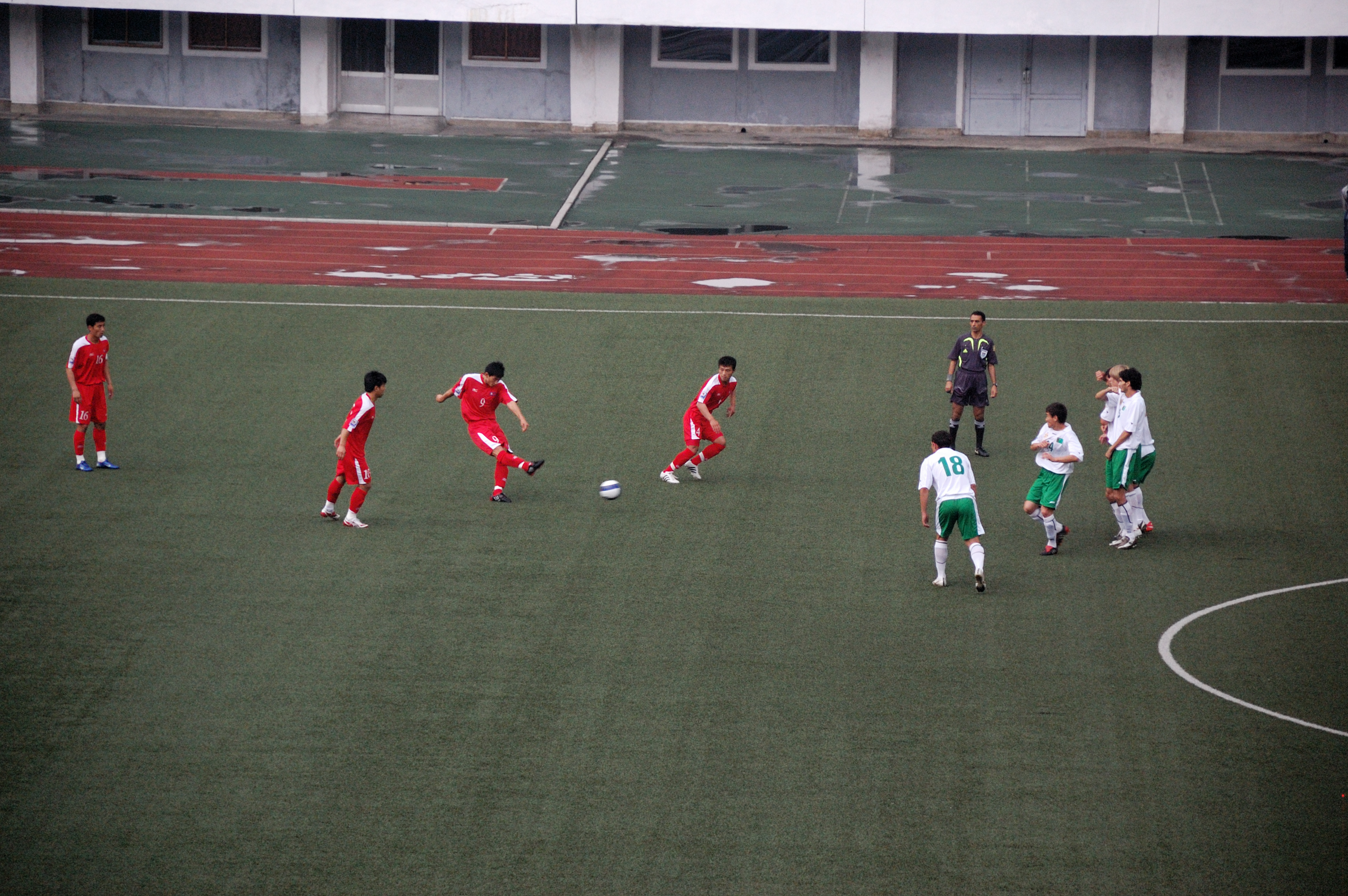
Хон Ён Чо (№10) в матче против сборной Туркменистана

Выступал за северокорейский клуб «25 апреля» и сербскую «Бежанию». В 2008—2010 годах выступал за «Ростов». После окончания сезона 2010 в РФПЛ, соглашение с «Ростовом» было расторгнуто по обоюдному согласию. Хон изъявил желание вернуться на родину.
Хон редко играет на острие атаки, обычно выполняя функции «оттянутого форварда», помогая отличиться партнёрам. Тем не менее, он стал лучшим бомбардиром сборной КНДР в отборочном турнире Чемпионата мира 2010 (4 гола в 14 матчах).

## Достижения
- Победитель Первого дивизиона первенства России 2008